# Thlakalama
Thlakalama (Klakalama, Wacalamus), pleme chinookan Indijanaca koje je u ranom 19. stoljeću živjelo na ušću rijeke Kalama, na području današnjeg okruga Cowlitz u Washingtonu.
Swanton kaže da su jedna od bandi Skilloot Indijanaca, a Hodge da su govorili dijalektom jezika cathlamet. Brojno stanje im je 1906. iznisilo oko 200., al isu sada izumrli.
Rani izvori raznih autora nazivaju ih i Cathlahaws (kod Lewisa i Clarka), Klakalama (Framboise), Thlakalamah, Tkaláma (Gibbs), Wacalamus (Ross).